# 황순영
황순영은 대한민국의 텔레비전 드라마 작가이다.

## KBS 드라마 각본
- 1993년 KBS2 특집 드라마 《언제나 신혼》 ... 집필
- 1994년 KBS2 단막극 《드라마게임 - 어데갔다 인제왔노》 ... 집필
- 1994년 KBS2 단막극 《드라마게임 - 연극이 끝나고 난 뒤》 ... 집필
- 1995년 KBS2 단막극 《드라마게임 - 병아리》 ... 집필
- 1995년 KBS2 단막극 《드라마게임 - 마누라 찾아가기》 ... 집필
- 1995년 KBS2 단막극 《드라마게임 - 컴백 홈》 ... 집필
- 1995년 KBS2 단막극 《드라마게임 - 쌍권총 찬 사나이》 ... 집필
- 1995년 KBS2 주간 청소년 드라마 《사랑이 꽃피는 교실》 ... 집필
- 1996년 KBS2 단막극 《드라마게임 - 귀여운 여자》 ... 집필
- 1996년 KBS2 단막극 《드라마게임 - 살과의 전쟁》 ... 집필
- 1996년 KBS2 일요 아침 드라마 《귀여운 여자》 ... 집필 (중도하차)
- 1997년 KBS2 단막극 《드라마게임 - 엑스트라》 ... 집필
- 1997년 KBS2 단막극 《드라마게임 - 첫날밤 이야기》 ... 집필
- 1997년 KBS2 주간 시츄에이션 청소년 드라마 《스타트》 ... 집필
- 1998년 KBS2 단막극 《드라마게임 - 사랑과 담배에 관하여》 ... 집필
- 1998년 KBS2 단막극 《드라마게임 - 새 아빠》 ... 집필
- 1998년 KBS2 단막극 《드라마게임 - 아랫층에 사는 여자》 ... 집필
- 1999년 KBS2 단막극 《드라마게임 - 남자답게 사는 법》 ... 집필
- 2000년 KBS2 금요 시츄에이션 드라마 《부부클리닉 사랑과 전쟁》 ... 집필
- 2000년 KBS2 일일 어린이 드라마 《요정 컴미》 ... 집필
- 2003년 KBS2 저녁 일일연속극 《헬로! 발바리》 ... 집필
- 2004년 KBS2 저녁 일일 어린이 드라마 《울라불라 블루짱》 ... 집필
- 2006년 KBS2 TV소설 《순옥이》 ... 집필
- 2013년 KBS2 저녁 일일연속극 《루비 반지》 ... 집필
- 2014년 KBS2 저녁 일일연속극 《뻐꾸기 둥지》 ... 집필
- 2021년 KBS2 저녁 일일연속극 《빨강구두》 ... 집필
- 2024년 KBS2 저녁 일일연속극 《스캔들》 ... 집필

## MBC
- 2015년 MBC 저녁 일일연속극 《위대한 조강지처》 ... 집필

## 기타
- 1995년~1996년 《PD의 여자》... 수필
- 2011년 영화 《투혼》(연출 지원)